# 100 величайших румын

В 2006 году Румынское телевидение (рум. Televiziunea Română, TVR) объявила о голосовании, целью которого было определение ста величайших представителей румынского народа. Голосование проводилось в рамках телепроекта «Великие Румыны» (рум. Mari Români), аналогичного английскому проекту «100 величайших британцев». 21 октября 2006 года организаторы голосования объявили, что наибольшее количество голосов по результатам голосования получил Стефан III Великий. Он получил первое место и был назван «величайшим румыном всех времён и народов».

## 100 величайших румын
| Место | Портрет | Имя                    | Годы жизни | Примечания |
| ----- | ------- | ---------------------- | ---------- | --- |
| 1     |         | Стефан III Великий     | 1429—1504  | Господарь Молдавии в течение 47 лет                                                                            |
| 2     |         | Кароль I               | 1839—1914  | Последний князь и первый король Румынии (1881—1914)                                                            |
| 3     |         | Михай Эминеску         | 1850—1889  | Самый известный румынский поэт, классик румынской литературы                                                   |
| 4     |         | Михай Храбрый          | 1558—1601  | Господарь Валахии (1593—1601)                                                                                  |
| 5     |         | Ричард Вурмбранд       | 1909—2001  | Общественный деятель, писатель, педагог и политзаключённый в годы СРР                                          |
| 6     |         | Ион Антонеску          | 1882—1946  | Кондукэтор и премьер-министр Румынии в период Второй мировой войны                                             |
| 7     |         | Мирча Элиаде           | 1907—1986  | Писатель, историк, религиовед и исследователь мифологии                                                        |
| 8     |         | Александру Иоан Куза   | 1820—1873  | Князь Молдавии и Валахии (1859—1866), первый правитель объединённой Румынии                                    |
| 9     |         | Константин Бранкузи    | 1876—1957  | Всемирно известный скульптор-абстракционист, представитель Парижской школы                                     |
| 10    |         | Надя Комэнеч           | род. 1961  | Гимнастка, 5-кратная олимпийская чемпионка                                                                     |
| 11    |         | Николае Чаушеску       | 1918—1989  | Последний глава социалистической Румынии, диктатор                                                             |
| 12    |         | Влад III Цепеш         | 1431—1476  | Господарь Валахии (правил трижды), знаменитый «Дракула»                                                        |
| 13    |         | Джиджи Бекали          | р. 1958    | Политик и бизнесмен, известный как владелец футбольного клуба «Стяуа»                                          |
| 14    |         | Анри Коанда            | 1886—1972  | Учёный-аэродинамик, открывший эффект Коанда                                                                    |
| 15    |         | Георге Хаджи           | р. 1965    | Лучший румынский футболист XX века                                                                             |
| 16    |         | Ион Лука Караджале     | 1852—1912  | Писатель и драматург                                                                                           |
| 17    |         | Николае Йорга          | 1871—1940  | Историк-византинист, писатель, литературный критик, политик и академик                                         |
| 18    |         | Константин Брынковяну  | 1654—1714  | Логофет и господарь Валахии (1688—1714), перенёсший столицу в Бухарест                                         |
| 19    |         | Джордже Энеску         | 1881—1955  | Классический композитор, дирижёр и музыкальный педагог                                                         |
| 20    |         | Грегориан Биволару     | р. 1952    | Учитель йоги, основатель организации MISA                                                                      |
| 21    |         | Мирел Рэдой            | р. 1981    | Футболист, игрок сборной Румынии                                                                               |
| 22    |         | Корнелиу Зеля Кодряну  | 1899—1938  | Крайне правый политический деятель, основатель фашистской организации «Железная Гвардия»                       |
| 23    |         | Николае Титулеску      | 1882—1941  | Дипломат, министр иностранных дел Румынии (1927—1928) и президент Лиги Наций (1930—1932)                       |
| 24    |         | Фердинанд I            | 1865—1927  | Король Румынии (1914—1927)                                                                                     |
| 25    |         | Михай I                | 1921—2017  | Король Румынии в 1927—1930 и 1940—1947 годах, выведший Румынию из Второй мировой войны                         |
| 26    |         | Децебал                | ? — 106    | Последний правитель даков — предков современных румын — перед римской аннексией Дакии                          |
| 27    |         | Траян Бэсеску          | р. 1951    | Президент Румынии (с 2004 года)                                                                                |
| 28    |         | Георге Мурешан         | р. 1971    | Баскетболист, самый высокий игрок в истории НБА                                                                |
| 29    |         | Ионел Брэтиану         | 1864—1927  | Либеральный политик, пять раз занимавший пост премьер-министра Румынии                                         |
| 30    |         | Рэзван Луческу         | р. 1969    | Вратарь и футбольный тренер. Главный тренер сборной Румынии (2009—2011)                                        |
| 31    |         | Николае Паулеску       | 1869—1931  | Физиолог, исследователь и один из создателей инсулина                                                          |
| 32    |         | Юлиу Маниу             | 1873—1953  | Политик, трижды занимавший пост премьер-министра Румынии                                                       |
| 33    |         | Юлиу Хоссу             | 1885—1970  | Греко-католический епископ, жертва коммунистических репрессий                                                  |
| 34    |         | Эмиль Мишель Чоран     | 1911—1995  | Философ-мыслитель, писатель и эссеист                                                                          |
| 35    |         | Аврам Янку             | 1824—1872  | Один из лидеров румынского национального движения в Трансильвании, участник революции 1848 года                |
| 36    |         | Буребиста              | ? — ?      | Царь Дакии в 70 до н. э. — 44 до н. э.                                                                         |
| 37    |         | Мария Эдинбургская     | 1875—1938  | Принцесса Великобритании, королева-консорт Румынии (1914—1927), супруга Фердинанда I                           |
| 38    |         | Петре Цуця             | 1902—1991  | Философ, журналист и экономист                                                                                 |
| 39    |         | Корнелиу Копосу        | 1914—1995  | Консервативный политический деятель                                                                            |
| 40    |         | Аурел Влайку           | 1882—1913  | Инженер, авиаконструктор и авиатор                                                                             |
| 41    |         | Иосиф Трифа            | 1888—1938  | Румынский православный священнослужитель, основатель христианской организации «Oastea Domnului»                |
| 42    |         | Никита Стэнеску        | 1933—1983  | Поэт и эссеист                                                                                                 |
| 43    |         | Ион Крянгэ             | 1837—1889  | Писатель-классик и мемуарист                                                                                   |
| 44    |         | Мэдэлина Маноле        | 1967—2010  | Известная поп-певица                                                                                           |
| 45    |         | Корнелиу Вадим Тудор   | 1949—2015  | Националистический политик, поэт, писатель и журналист, основатель и лидер партии «Великая Румыния»            |
| 46    |         | Траян Вуя              | 1872—1950  | Изобретатель и пионер авиации                                                                                  |
| 47    |         | Лучиан Блага           | 1895—1961  | Поэт, переводчик, драматург и философ                                                                          |
| 48    |         | Джордж Паладе          | 1912—2008  | Биолог, лауреат Нобелевской премии за достижения в изучении клеточной биологии                                 |
| 49    |         | Ана Аслан              | 1897—1988  | Физик, биолог и изобретательница, автор научных трудов в области геронтологии                                  |
| 50    |         | Адриан Муту            | р. 1979    | Футболист, нападающий сборной Румынии                                                                          |
| 51    |         | Флорин Персик          | р. 1936    | Актёр театра и кино                                                                                            |
| 52    |         | Михаил Когэлничану     | 1817—1891  | Историк, писатель и политик, первый премьер-министр Румынии                                                    |
| 53    |         | Янош Кёрёши            | 1926—2013  | Джазовый музыкант                                                                                              |
| 54    |         | Дмитрий Кантемир       | 1673—1723  | Господарь Молдавии (1693), (1710—1711), учёный                                                                 |
| 55    |         | Илие Настасе           | р. 1946    | Теннисист, бывшая первая ракетка мира                                                                          |
| 56    |         | Георге Замфир          | р. 1941    | Музыкант-пан-флейтист                                                                                          |
| 57    |         | Джикэ Петреску         | 1915—2006  | Фолк- и поп-исполнитель, артист, композитор                                                                    |
| 58    |         | Элизабета Ризя         | 1912—2003  | Деятельница антикоммунистического движения в Румынии, партизанка                                               |
| 59    |         | Булэ                   | -          | Персонаж румынских анекдотов                                                                                   |
| 60    |         | Амза Пелля             | 1931—1983  | Актёр |
| 61    |         | Матьяш I               | 1443—1490  | Король Венгрии (1458—1490)                                                                                     |
| 62    |         | Мирча I Старый         | 1355—1418  | Господарь Валахии (1396—1418)                                                                                  |
| 63    |         | Титу Майореску         | 1840—1917  | Деятель культуры, премьер-министр в 1912—1914, министр иностранных дел, один из основателей Румынской Академии |
| 64    |         | Тома Караджиу          | 1925—1977  | Актёр |
| 65    |         | Михай Трэйстариу       | р. 1979    | Певец, участник Евровидения-2006 от Румынии                                                                    |
| 66    |         | Андреа Марин Бэникэ    | р. 1974    | Журналистка, телеведущая                                                                                       |
| 67    |         | Эмиль Раковицэ         | 1868—1947  | Учёный-спелеолог, основатель биоспелеологии                                                                    |
| 68    |         | Виктор Бабеш           | 1854—1926  | физик, биолог, один из первых микробиологов                                                                    |
| 69    |         | Николае Бэлческу       | 1819—1852  | революционер, историк и публицист, один из лидеров революции 1848 года в Валахии и Трансильвании               |
| 70    |         | Хория-Роман Патапьевич | р. 1957    | писатель, физик, философ                                                                                       |
| 71    |         | Ион Илиеску            | р. 1930    | политик, президент Румынии в 1990—1996 и 2000—2004 гг.                                                         |
| 72    |         | Марин Преда            | 1922—1980  | писатель |
| 73    |         | Эжен Ионеско           | 1909—1994  | драматург |
| 74    |         | Думитру Станилоэ       | 1903—1993  | протоиерей, теолог                                                                                             |
| 75    |         | Александру Тодеа       | 1912—2002  | кардинал |
| 76    |         | Тудор Георге           | р. 1945    | музыкант, актёр, поэт                                                                                          |
| 77    |         | Ион Цириак             | р. 1939    | теннисист, бизнесмен                                                                                           |
| 78    |         | Клеопа (Илие)          | 1912—1998  | архимандрит |
| 79    |         | Арсений (Бока)         | 1910—1989  | иеромонах Румынской православной церкви, богослов и иконописец                                                 |
| 80    |         | Бэнел Николицэ         | р. 1985    | футболист |
| 81    |         | Димитру Корнилеску     | 1891—1975  | священник, переводчик Библии на румынский язык                                                                 |
| 82    |         | Григоре Моисил         | 1906—1973  | математик, пионер компьютерной техники                                                                         |
| 83    |         | Клаудиу Никулеску      | р. 1976    | футболист |
| 84    |         | Флорентин Петре        | р. 1976    | футболист |
| 85    |         | Мариус Мога            | р. 1981    | музыкант, член группы Morandi                                                                                  |
| 86    |         | Николай Стейнхардт     | 1912—1989  | писатель, литературный критик, юрист, монах                                                                    |
| 87    |         | Лаура Стойка           | 1967—2006  | певица, композитор, актриса                                                                                    |
| 88    |         | Кэтэлин Хылдан         | 1976—2000  | футболист |
| 89    |         | Ангел Салиньи          | 1854—1925  | инженер-конструктор, академик, министр                                                                         |
| 90    |         | Иван Пацайкин          | 1949—2021  | гребец на каноэ, четырёхкратный олимпийский чемпион                                                            |
| 91    |         | Мария Тэнасе           | 1913—1963  | певица |
| 92    |         | Серджиу Николаеску     | 1930—2013  | режиссёр, сценарист и актёр                                                                                    |
| 93    |         | Октавиан Палер         | 1926—2007  | писатель, журналист, политик                                                                                   |
| 94    |         | Неизвестный солдат     |            | |
| 95    |         | Чиприан Порумбеску     | 1853—1883  | композитор |
| 96    |         | Нику Ковач             | 1947—2024  | композитор и художник, основатель группы Transsylvania Phoenix                                                 |
| 97    |         | Думитру Прунариу       | р. 1952    | первый и на сегодняшний день единственный румынский космонавт                                                  |
| 98    |         | Янош Хуньяди           | 1387—1456  | военный и политический деятель, воевода Трансильвании                                                          |
| 99    |         | Константин Нойка       | 1909—1987  | философ, поэт, писатель                                                                                        |
| 100   |         | Георге Кырцан          | 1849—1911  | борец за независимость Трансильвании от Австро-Венгрии                                                         |